# Jamie Borthwick
Jamie Simon Borthwick (Barking, Londres, 23 de junio de 1994) es un actor británico. Saltó a la fama por su interpretación de Jay Brown en la telenovela de la BBC, EastEnders, que protagoniza desde 2006. Su papel le valió un Premio British Soap a la «mejor interpretación dramática de un joven actor o actriz» en 2008.

## Carrera
Borthwick interpreta a Jay Brown en EastEnders desde 2006. Su primera aparición se emitió el 14 de diciembre. Su primera aparición en la televisión convencional fue como huérfano en el musical Celebrate Oliver! junto a Shane Richie y Joseph McManners en diciembre de 2005. A finales de 2006, Borthwick tuvo un papel puntual en Not Going Out. También apareció en un episodio de Gina's Laughing Gear. Borthwick ganó el premio a la «mejor interpretación dramática de un actor o actriz joven» en los Premios British Soap de 2008. Fue emparejado con Nancy Xu para el especial de Navidad de Strictly Come Dancing, bailaron un quickstep y terminaron ganando el concurso.
Entre septiembre y noviembre de 2024, Borthwick compitió en la vigesimosegunda temporada de Strictly Come Dancing y formó pareja con la bailarina profesional Michelle Tsiakkas. La pareja fue eliminada en la décima semana, quedando en séptimo lugar.

## Filmografía

### Televisión
| Año           | Título               | Personaje  | Notas                      |
| ------------- | -------------------- | ---------- | -------------------------- |
| 2006-presente | EastEnders           | Jay Brown  | 610 episodios              |
| 2007          | Gina's Laughing Gear | Niño       | Episodio: «Driving Me Mad» |
| 2006          | Not Going Out        | Joven Chav | Episodio: «Kid»            |

## Premios y nominaciones
| Año  | Categoría                                    | Premio             | Serie      | Resultado |
| ---- | -------------------------------------------- | ------------------ | ---------- | --------- |
| 2009 | Best Young Actor                             | Inside Soap Award  | EastEnders | Nominado  |
| 2008 | Best Dramatic Performance from a Young Actor | British Soap Award | EastEnders | Ganador   |
| 2008 | Best Child Actor Under 16                    | Digital Spy Award  | EastEnders | Nominado  |